# Grand temple de Lyon
Le Grand temple de Lyon, aussi appelé temple des Brotteaux, est un lieu de culte protestant situé rive gauche du Rhône, 3 quai Victor-Augagneur, dans le 3e arrondissement de Lyon. La paroisse est membre de l'Église protestante unie de France. 
Des cultes y sont célébrés chaque dimanche, à 10h30 ou 17h30. S'y déroulent aussi des concerts, conférences et autres activités culturelles.

## Histoire
Dès 1860, le pasteur Jules Aeschimann propose de construire un nouveau temple dans ce quartier, le temple du Change ne suffisant pas à accueillir une communauté en croissance. Après la guerre franco-allemande de 1870, l'afflux de réfugiés protestants d'Alsace-Lorraine conduit le Consistoire réformé à réaliser cette idée. Le terrain est acheté aux Hospices civils de Lyon le 17 décembre 1872,.
Le temple est construit en 1884, par l'architecte lyonnais protestant Gaspard André (1840-1896) – auteur également à Lyon du théâtre des Célestins, de la fontaine des Jacobins et de l'église Saint-Joseph des Brotteaux. Dans le cadre du régime concordataire français précédant la loi de séparation des Églises et de l'État de 1905, une subvention de 150 000 francs est accordée par la Ville, 20 000 F par l’État et 311 000 F par la communauté protestante. En plus du temple, le bâtiment abrite une école, des logements et un vestiaire pour les indigents.
Le culte de dédicace est célébré le 1er mai 1884, présidé par le pasteur Jules Aeschimann. Ce dernier célèbre alors sa cinquantième année de ministère à Lyon. 
En 1922, le temple subit un violent incendie. D'importants travaux sont entrepris pour refaire les enduits, l'ornementation intérieur, les boiseries et vitrages.
Le Grand temple est classé au titre des monuments historiques par arrêté du 28 juillet 2011. À l'occasion de l'achèvement des travaux de restauration du Grand temple, des festivités pour sa réouverture ont eu lieu d'octobre à décembre 2012, avec notamment un culte le 21 octobre 2012,. Le Grand temple accueille du 8 au 12 mai 2013 le premier synode de l'Église protestante unie de France, née de l'union de l'Église réformée de France et de l'Église évangélique luthérienne de France,.

### Bibliothèque populaire
La bibliothèque populaire protestante est fondée en 1830. Elle est l’œuvre de la Société de la bibliothèque populaire protestante qui se constitue en 1830 au sein de l’Église réformée de Lyon et s’inspire de celle de Nîmes, créée en 1827. Elle est située dans un premier temps au temple du Change dans le vieux Lyon ; elle fonctionnera près d’un siècle. De 1830 à 1842 cette bibliothèque, installée dans un local distinct des salles de classe des écoles protestantes d’alors, fonctionne avec difficulté n’étant ouverte qu’une heure par semaine, le dimanche à l’issue du culte.
En 1842, un bibliothécaire est nommé, cela autorise une ouverture plus fréquente : les jeudis et samedis après-midi pour les scolaires et toujours une heure le dimanche pour les adultes. La bibliothèque possède alors 900 volumes. Des travaux importants de rénovation et d’agrandissement des locaux ont lieu entre 1853 et 1859, cela va favoriser l’expansion de la bibliothèque jusqu’en 1881. Le nombre de volumes est alors compris entre 2 500 et 3 000. En 1882, les onze écoles protestantes dépendant du Consistoire de Lyon deviennent laïques, la bibliothèque perd alors plus d’un tiers de ses lecteurs. 
La bibliothèque est transférée en 1884 au Grand temple, récemment ouvert. Le dernier bibliothécaire cesse ses fonctions en 1999. L’Église engage des travaux de restauration du 1er étage, achevés en 2012. La bibliothèque est accessible à la visite sur demande et pendant les Journées européennes du patrimoine.

## Architecture

### Façade
La façade principale sur le quai Augagneur, est concave et de style néo-byzantin Le corps central est accompagné de deux ailes, et surmonté de deux pilastres. Une frise de vigne sculptée surmonte le portail. Un bas relief figure une Bible ouverte –  symbole habituel des temples réformés – sur les pages de laquelle est gravé « Les cieux et la terre passeront, mes paroles ne passeront pas. », Évangile selon Matthieu 24, 35. Plus haut, un Alpha et un oméga, et autour de la verrière une autre citation : « Je suis le chemin de la vérité et de la vie, personne ne vient au Père que par moi », évangile selon Jean 14, 6.
Une façade secondaire donne sur le cours de la Liberté. 

### Intérieur
L'intérieur obéit à un plan en croix grecque, trois tribunes surmontent les parties ouest, nord et sud, et une coupole vitrée apporte une lumière zénithale. Les noms des évangélistes, des apôtres et d'autres versets sont peints sur les murs. La chaire est surmontée par un dais et par l'orgue.

### Orgue
L'orgue a été construit par le facteur Joseph Merklin. Son premier titulaire fut Albert Périlhou qui l'inaugura le 26 mai 1884. Cet instrument marque une étape importante dans l'histoire de l'orgue en France : il s'agit du premier orgue sur lequel Joseph Merklin appliqua l'électricité, avec une transmission électro-pneumatique (système "Schmoele & Mols"). En partie détruit dans un incendie en 1922, l'orgue est reconstruit par la maison Michel Merklin & Kuhn en 1923-1924 et est alors équipé d’une transmission « mécano-pneumatique ». Quelques modifications sont effectuées par le facteur Dunand dans les années 1960. Restauré en 2002 par le facteur Promonet, il a été équipé d’une seconde console numérique et mobile.

## Galerie

Grand Temple
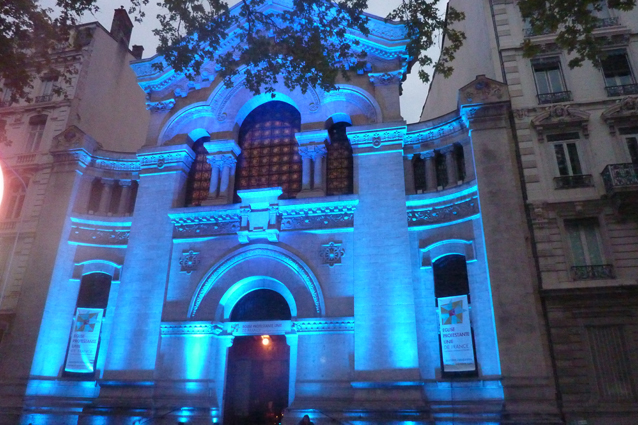
Illumination extérieure en 2013.
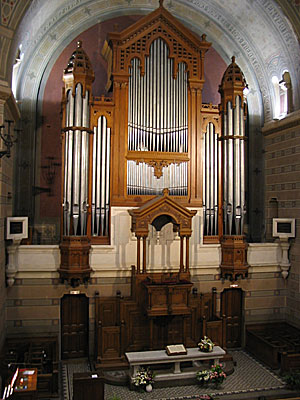
Orgue du Grand Temple.
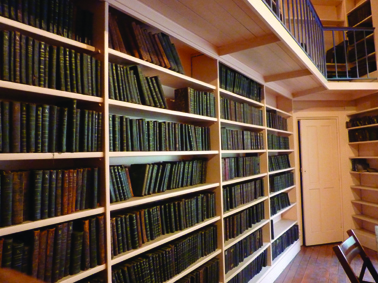
Bibliothèque populaire protestante 1er étage.
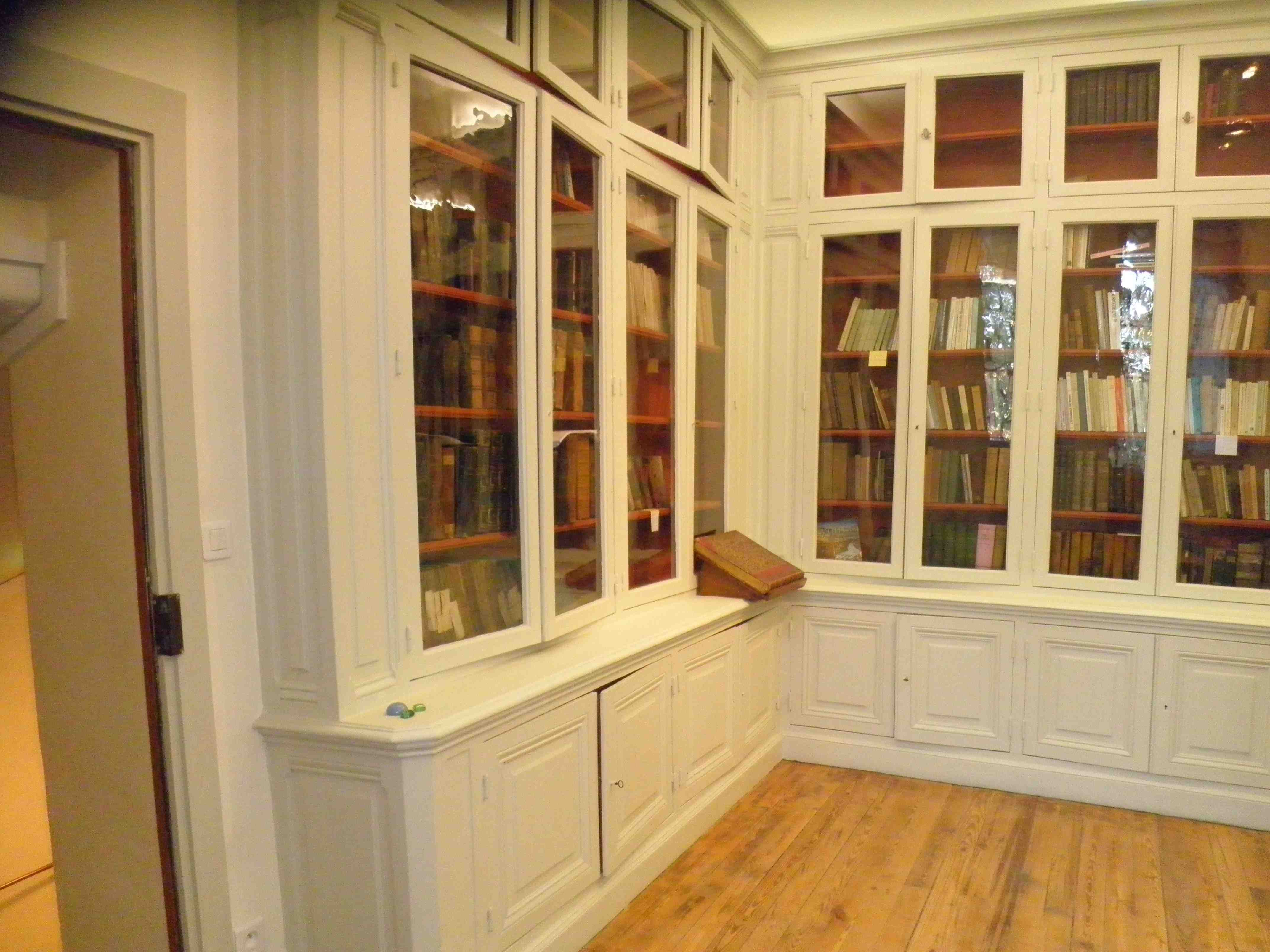
2e étage